# Apogonia destructor
Apogonia destructor är en skalbaggsart som beskrevs av Jan Just Bos 1890. Apogonia destructor ingår i släktet Apogonia och familjen Melolonthidae. Inga underarter finns listade i Catalogue of Life.